# Pampichuela
Pampichuela es una localidad argentina en el departamento Valle Grande de la Provincia de Jujuy. Se encuentra 15 kilómetros al Sudoeste de Valle Grande, y 5 kilómetros al oeste de la Ruta Provincial 83. Está dentro del perímetro de la reserva de biosfera de las Yungas.
El nombre hace referencia a la pequeña pampa o llanura en la que se encuentra enclavada, en una zona de grandes desniveles y rodeadas por cerros de 2 500 metros de altura. Cuenta con una escuela primaria y comisión municipal. El entorno es de yungas. El pueblo sirve de paso para llegar al paraje San Lucas, para lo cual se pretende la construcción de una ruta que mejore la comunicación.